# Sant Roc (Salàs de Pallars)
Sant Roc és una muntanya de 628,7 metres que es troba en el terme de Salàs de Pallars al Pallars Jussà, al nord-est de la vila. Dalt del cim hi ha les restes de l'ermita romànica de Sant Roc de Salàs. Pertany al petit serradet dels Monts.